# Панфилов, Анатолий Тихонович
Анатолий Тихонович Панфилов (1955—2007) — советский и российский офицер-подводник, начальник 1-го управления — заместитель начальника Главного управления глубоководных исследований Министерства обороны Российской Федерации, Герой Российской Федерации (2.05.1996). Контр-адмирал (12.06.2004).
Занимался военными глубоководными исследованиями, которые носят гриф секретности. Предположительно, специализировался на изучении и вскрытии противолодочной системы обнаружения вероятного противника, а также на создании аналогичной системы в ВМФ СССР, затем в российском флоте. Совершил множество глубоководных погружений как в водолазных костюмах, так и в специальных подводных аппаратах-батискафах, став высококвалифицированным акванавтом.

## Биография
Родился 5 июля 1955 года в городе Кемерово. Русский. С 1962 по 1972 год жил в Липецке, где окончил среднюю школу № 19 (ныне липецкая гимназия № 19 имени Н. З. Поповичевой).
В Военно-морском флоте с 1972 года. В 1977 году окончил Высшее военно-морское училище имени М. В. Фрунзе. После окончания училища с июля 1977 Панфилов проходил службу на дважды Краснознамённом Балтийском флоте командиром штурманской боевой части (БЧ-1) малого разведывательного корабля «Рыбачий» 4-й дивизии учебных кораблей Ленинградской военно-морской базы.
В августе 1979 года он был переведён на подводные лодки. С августа 1979 года по сентябрь 1980 года служил в Кронштадте командиром БЧ-1 опытовой большой подводной лодки БС-82, далее до декабря 1981 года — помощником командира той же подводной лодки дважды Краснознамённого Балтийского флота.
С декабря 1981 года А. Т. Панфилов служил в Главном управлении глубоководных исследований Министерства обороны СССР, а затем Российской Федерации. Сначала был специалистом-слушателем, с 1983 года — гидронавтом отдела экипажей, с мая 1985 — гидронавтом отдела гидронавтов, с апреля 1989 — старшим гидронавтом. В 1980—1990-е годы являлся старшим помощником командира атомной глубоководной станции АС-15 29-й отдельной бригады подводных лодок и первым командиром атомной глубоководной станции АС-33.
Материалы военных глубоководных исследований до сих пор носят гриф секретности. Направлены они были в основном на изучение и вскрытие противолодочной системы обнаружения вероятного противника, и создание аналогичной системы в советском, затем российском флоте. А. Т. Панфилов совершил множество глубоководных погружений как в водолазных костюмах, так и в специальных подводных аппаратах-батискафах, стал «матёрым» акванавтом.
Указом Президента Российской Федерации от 2 мая 1996 года «за мужество и героизм, проявленные при испытании новой военно-морской техники в условиях, сопряжённых с риском для жизни», капитану 1-го ранга Панфилову Анатолию Тихоновичу присвоено звание Героя Российской Федерации с вручением медали «Золотая Звезда». Этим же указом высокого звания удостоены его коллеги-гидронавты — контр-адмирал В. Н. Дронов и капитан 1-го ранга А. И. Сугаков.
С июня 1996 года — заместитель начальника отдела специалистов Главного управления глубоководных исследований по учебно-методической работе.
В августе 1998 года А. Т. Панфилов поступил в Военно-морскую академию имени Н. Г. Кузнецова, которую заочно окончил в июне 2000 года. С сентября 2000 года — начальник отдела войсковой части 45707, с августа 2002 года — заместитель командира этой части. С марта 2003 года служил начальником 1-го управления — заместителем начальника Главного управления глубоководных исследований Министерства обороны.
Погиб в автокатастрофе 5 мая 2007 года. В 16:40 на 60-м километре Минского шоссе в Наро-Фоминском районе Московской области грузовик МАЗ столкнулся с двигавшимся в попутном направлении грузовиком этой же марки, после чего вылетел на полосу встречного движения и совершил столкновение с грузовой автомашиной «Scania». От сильного удара «Scania» отлетела в сторону и врезалась в стоявший на обочине «Ford Mondeo». Поскольку «Ford Mondeo» стоял на обочине с неработающим двигателем, подушки безопасности не сработали. Находившийся в иномарке А. Т. Панфилов от полученных травм скончался на месте.
Похоронен в Москве на Троекуровском кладбище (участок № 7).

## Награды
- Герой Российской Федерации (2 мая 1996[6])
- орден «За личное мужество» (1993)
- орден «За военные заслуги» (2001)
- медали

## Семья
Сын Виктор, выпускник Санкт-Петербургского военно-морского института, и Фёдор, выпускник Государственного университета управления (г. Москва). Также есть две сестры Ирина и Елена.

## Память
Личные вещи, семейные реликвии и фотографии А. Т. Панфилова хранятся в музее липецкой гимназии № 19 имени Н. З. Поповичевой, куда они были переданы в дар его сёстрами (также выпускницы школы 1968 и 1969 годов).

## Оценки и мнения
Начальник Генерального штаба ВС РФ генерал армии Юрий Балуевский:

На встречную полосу выехал трейлер, который смял машину контр-адмирала. Человек, который не раз смотрел смерти в глаза, испытывал морскую технику, погиб таким образом.